# ذخیره‌گاه طبیعی ارزی
ذخیره‌گاه طبیعی ارزی (انگلیسی: Erzi Nature Reserve) یک ذخیره‌گاه و منطقه حفاظت شده در استان اینگوش کشور روسیه است.